# ۳۱۳ (میلادی)
۳۱۳ (میلادی) سیصد  و سیزدهمین سال تقویم میلادی است.

## رویدادها
- کنستانتین یکم به اعدام مسیحیان در امپراتوری روم پایان می‌دهد.
- کار ساخت باسیلیک ماکسنتیوس در رم پایان می‌یابد.

## درگذشتگان
- ماکسیمینوس دایا، امپراتور روم

‎